# Матица црногорска
Матица црногорска је невладина организација интелектуалаца. Основана је 22. маја 1993. године на Цетињу. Скупштина Црне Горе је 18. марта 2008. године донијела Закон о Матици црногорској као самосталној организацији у области културе.

## Историјат
Основана је 1993. године на Цетињу, као једна од невладиних организација које промовишу црногорски национални идентитет одвојен од српског, црногорски језик и један је од најјачих подржаваоца независне Црне Горе.
2000. године почиње са издавањем часописа „Матица“.  Поводом јубилеја, 25 година од објављивања првог броја, Пошта Црне Горе је штампала маркицу и коверат првог дана.

## Активности
Сврха Матице је чување и развој културног идентитета црногорског народа и народа који живе у Црној Гори, на свим подручјима духовног, научног и умјетничког стваралаштва, а нарочито ради на учвршћивању народне и културне самосвијести Црногораца у домовини и у свијету.  Матица подстиче изучавање културно-историјске баштине Црне Горе, издаје монографске и периодичне публикације, зборнике, организује стручне трибине и предавања, успоставља везе са црногорским исељеницима и иностраним културним институцијама.
Матица публиковала своје програме Црна Гора пред изазовима будућности и Црна Гора на европском путу. Својим свеобухватним порукама они имају снагу националног програма, објективизују слику Црне Горе у многим областима, а нарочито на пољу културе, идентитета, просвјете и науке. Програми Матице црногорске свједоче о њеном темељном приступу у промишљању друштвене проблематике.
Октобра 2023. Матице се огласила са ставом да је против редовног пописа становништва у Црној Гори, објашњавајући свој став, како наводе, неадекватним условима и могућношћу фалсификовању демографских података у корист Српског света.

## Издаваштво
За три деценије постојања Матица црногорска објавила је преко 190 издања (ауторских књига, зборника са научних скупова, изложбених каталога, фототипских издања и др), десет Годишњака и 100 бројева часописа, што је чини једним од најплоднијих издавача у чијем су фокусу културна баштина, очување и његовање идентитетског континуитета и образовање.
Међу ауторима који су објављивали су Божидар Шекуларац, Радован Радоњић, Момчило Шалетић, Бранко Луковац, Живко Андријашевић, Драгутин Паповић, Војислав Д. Никчевић, Илија Велев, Франтишек Шистек и други.

## Предсједници
- Божина Ивановић (22. мај 1993 – 23. јануар 1999)
- Бранко Бањевић (23. јануар 1999 – 22. мај 1993)
- Драган Радуловић (22. мај 2013 – 8. мај 2023)
- Иван Јововић (8. мај 2023 - данас)